# Gerhard Trampusch
Gerhard Trampusch est un coureur cycliste autrichien né le 11 août 1978 à Hall en Tyrol, à quelques kilomètres d’Innsbrück. Il est notamment passé dans les rangs d’équipes comme Telekom ou Mapei.

## Biographie
Se spécialisant dans le vélo à l’âge de 13 ans, il obtient la distinction de « coureur autrichien de l’année » lors de la saison 1999 alors qu’il évolue toujours dans les rangs amateurs. Une saison qui l’a vu notamment terminer quatrième du classement général du Tour d'Autriche et quatrième du Tour de l'Avenir, où il porte le maillot de leader et termine dans les dix premiers lors de sept étapes sur dix.
Il valide ainsi son passage chez les pros et rejoint son aîné et compatriote Georg Totschnig chez Telekom. Tous deux se mettent en évidence sur le Grand Prix du Midi libre, Totschnig terminant deuxième et Trampusch quatrième. Cette performance ravi les dirigeants de l'équipe. En 2001, il espère prendre part à son premier grand Tour, mais malgré une quatorzième place à la Classique de Saint-Sébastien et une dixième au Tour de Burgos, il n‘est pas retenu pour la Vuelta. Ceci l’incite alors à quitter le maillot magenta pour enfiler celui de la prestigieuse Mapei.
À la suite des affaires de dopage survenues sur le Tour d'Italie, les dirigeants de l’équipe décident de faire confiance aux jeunes prometteurs pour le Tour de France. Ce sera la chance de Trampusch, qui obtient son ticket à la suite d'un bon Tour de Suisse (quatorzième). Il débute ainsi le Tour aux côtés d’autres néophytes comme Miguel Martinez, László Bodrogi ou le champion du monde Óscar Freire. Il termine l’épreuve à la 63e place. La fin de saison le voit s’illustrer sur Milan-Turin et le Tour du Piémont. 142e au classement UCI, il est écarté au dernier moment de la nouvelle équipe Quick Step au profit de David Cañada.
L’année 2003 est déjà entamée lorsque Trampusch signe chez Gerolsteiner. Malade en début de saison, il est aligné malgré sa méforme sur le Giro. Il cherche alors au mieux à épauler Totschnig mais ne peut logiquement bien figurer au général (41e). Ses espoirs de participer au Tour du Centenaire sont balayés par la philosophie des dirigeants de Gerolsteiner : « le Tour n’est pas fait pour les jeunes coureurs » dit l’un d’eux. Trampusch est ainsi victime de la stratégie opposée de celle adoptée l’année précédente par la Mapei. Il n’est pas conservé à la fin de saison.
Il retrouve fin décembre une équipe en Italie, profitant du retour dans les pelotons d'Acqua e Sapone. 2004 sera une saison convaincante. Sa sixième place sur le Tour du Trentin semble prometteuse pour le Giro. Il réalise d’entrée une performance en finissant quatrième du prologue, ce qui n’est pas rien pour un pur grimpeur. Il endosse dès lors le costume de leader d’Acqua e Sapone, statut qu’il assume parfaitement lors de la première étape de montagne (7e). Il va cependant rétrograder au général en étant victime d’une crevaison au pied de la dernière montée lors de l‘étape de montagne qui suit, puis d’un virus en troisième semaine. À Milan, il est 26e. Il participe ensuite au Tour d'Autriche (12e) et aux Jeux olympiques (30e).
Spécialiste des transferts de dernière minute, il rejoint la nouvelle équipe allemande Akud début 2005 après avoir un temps songé mettre un terme à sa carrière. Sa saison est axée autour du Tour d’Autriche. Il y remporte l'étape reine en établissant un nouveau temps référence lors de l'ascension chronométrée du Kitzbüheler Horn. Meilleur grimpeur, il est aussi troisième au général. Cette année-là, il est également vice-champion d'Autriche, n'échouant qu'au sprint face à Gerrit Glomser. La fusion d'Akud avec une équipe continentale pro -Wiesenhof- lui permet d’élargir son calendrier en 2006. Il dispute lors du Tour d'Allemagne sa première course ProTour. Sa 28e place est sans doute symptomatique de la difficulté pour des coureurs évoluant toute l'année sur le calendrier continental de briller sur le ProTour. Vainqueur d'étape sur le Tour de Bavière, septième du Tour d'Autriche, il n'est pas sélectionné pour les Mondiaux de Salzbourg.
Il se décide à l’intersaison à rejoindre son pays natal et l'équipe Volksbank pour en partager le leadership avec Gerrit Glomser. L'aventure tournera court après quelques mois : Trampusch, qui n'a repris sa saison qu'en mai après avoir contracté la maladie de Borréliose, est licencié au début du mois de juillet du fait des rapports houleux qu'il entretient avec son directeur sportif. Trampusch bénéficie toutefois pour la fin de saison de la main tendue par l'équipe Swiag-Teka, formation autrichienne de troisième division.
En 2010, il rejoint les couleurs d'Arbö Gourmetfein Wels. Il décide d'arrêter sa carrière au terme de la saison 2011.

## Palmarès
- 1999
  -  Champion d’Autriche de la montagne
  - Classement par points du Tour de l'Avenir
  - 3e du Transalsace International
  - 4e du Tour de l'Avenir
  - 4e du Tour d'Autriche
  - 4e du championnat d’Europe sur route espoirs
- 2000
  - 4e du Grand Prix du Midi libre
  - 7e du Tour d'Autriche
- 2002
  - 1rea étape de la Semaine cycliste internationale (contre-la-montre par équipes)
- 2003
  - 2e de l’Uniqa Classic
- 2005
  - 4e étape du Tour d'Autriche
  - 2e du championnat d’Autriche sur route
  - 3e du Tour d'Autriche
- 2006
  - 2e étape du Tour de Bavière
  - 7e du Tour d'Autriche
- 2007
  - 3e du Tour du Burgenland
- 2008
  - 3e du Tour du Burgenland

## Résultats sur les grands tours

### Tour de France
1 participation
- 2002 : 63e

### Tour d'Italie
2 participations
- 2003 : 40e
- 2004 : 26e

## Classements mondiaux
| Année           | 2005 | 2006 | 2007 | 2008 |
| --------------- | ---- | ---- | ---- | ---- |
| UCI Europe Tour | 116e | 142e | 782e | 612e |

## Distinction
- Cycliste autrichien de l'année : 1999